# Ellen
Ellen ist ein weiblicher Vorname.

## Herkunft und Bedeutung
Der Name Ellen ist eine Kurzform von Eleonore oder eine Form von Helena.

## Namensträgerinnen
- Ellen Adair (* 1988), US-amerikanische Schauspielerin und Schriftstellerin
- Ellen Allgurin (* 1994), schwedische Tennisspielerin
- Ellen Andersson (* 1991), schwedische Jazzsängerin
- Ellen Arnhold (* 1961), deutsche Nachrichtensprecherin
- Ellen S. Baker (* 1953), US-amerikanische Astronautin
- Ellen Barkin (* 1954), US-amerikanische Schauspielerin
- Ellen Berends (* 1955), niederländische Diplomatin
- Ellen Blom (* 1979), norwegische Skibergsteigerin
- Ellen Breen (* 1963), US-amerikanische Freestyle-Skierin
- Ellen Burstyn (* 1932), US-amerikanische Schauspielerin
- Ellen DeGeneres (* 1958), US-amerikanische Schauspielerin (u. a. Moderatorin der gleichnamigen TV-Sendung Ellen)
- Ellen Demuth (* 1982), deutsche Landtagsabgeordnete (Rheinland-Pfalz)
- Ellen van Dijk (* 1987), niederländische Radsportlerin
- Ellen Albertini Dow (1913–2015), US-amerikanische Film- und Theaterschauspielerin
- Ellen Dubin, kanadische Schauspielerin
- Ellen Enkel (* 1971), deutsche Wirtschaftswissenschaftlerin und Hochschullehrerin
- Ellen Euler (* 1977), deutsche Juristin
- Ellen Fiedler (* 1958), deutsche Leichtathletin
- Ellen Frank (1904–1999), deutsche Schauspielerin und Tänzerin
- Ellen Gilchrist (1935–2024), US-amerikanische Schriftstellerin
- Ellen Hellwig (* 1946), deutsche Schauspielerin, Hörspiel- und Synchronsprecherin
- Ellen Horn (* 1951), norwegische Schauspielerin und Politikerin
- Ellen Kandeler (* 1957), deutsche Bodenbiologien
- Ellen Kessler (* 1936), deutsche Tänzerin und Schauspielerin, siehe Kessler-Zwillinge
- Ellen Kiel (* 1959), deutsche Biologin und Hochschullehrerin
- Ellen J. Kullman (* 1956), US-amerikanische Managerin
- Ellen Kushner (* 1955), US-amerikanische Autorin
- Ellen van Langen (* 1966), niederländische Mittelstreckenläuferin, Olympiasiegerin
- Ellen Langer (* 1947), US-amerikanische Psychologin, Hochschullehrerin
- Ellen Hamilton Latzen (* 1980), US-amerikanische Schauspielerin
- Ellen Lohr (* 1965), deutsche Motorsportlerin
- Ellen MacArthur (* 1976), britische Seglerin
- Ellen Mills Scarbrough (1900–1983), liberianische Politikerin und Pädagogin
- Ellen Mundinger (* 1955), deutsche Leichtathletin
- Ellen Norten (* 1957), deutsche Journalistin, Autorin und Herausgeberin
- Ellen Sofie Olsvik (* 1962), norwegische Orientierungsläuferin
- Ellen Pompeo (* 1969), US-amerikanische Schauspielerin
- Ellen Price (1878–1968), dänische Primaballerina und Schauspielerin
- Ellen Ringier (1951–2025), Schweizer Verlegerin und Mäzenin
- Ellen V. Rothenberg (* 1952), US-amerikanische Immunologin und Hochschullehrerin
- Ellen Schaller (* 1965), deutsche Schauspielerin und Kabarettistin
- Ellen Schulz (* 1957), deutsche Schauspielerin, Regisseurin und Sprecherin
- Ellen Schwiers (1930–2019), deutsche Schauspielerin
- Ellen Stock (* 1966), deutsche Politikerin (SPD)
- Ellen Terry (1847–1928), britische Bühnenschauspielerin
- Ellen Terwey (* 1950), deutsche Musikerin, Liederpoetin und Pädagogin
- Ellen Thaler (1933–2024), österreichische Zoologin und Verhaltensforscherin
- Ellen Thesleff (1869–1954), finnische Malerin
- Ellen Thiemann (1937–2018), deutsche Journalistin und Autorin
- Ellen Thorbecke (1902–1973), niederländische Zeitungsreporterin, Schriftstellerin und Fotografin
- Ellen Travolta (* 1939), US-amerikanische Schauspielerin
- Ellen von Unwerth (* 1954), deutsche Fotografin
- Ellen Wessinghage (1948–2023), deutsche Leichtathletin
- Ellen G. White (1827–1915), Mitbegründerin der Kirche der Siebenten-Tags-Adventisten
- Ellen Widmann (1894–1985), Schweizer Schauspielerin
- Ellen Woglom (* 1987), US-amerikanische Schauspielerin
- Ellen Wong (* 1985), kanadische Schauspielerin
- Ellen Wroe (* 1988), US-amerikanische Schauspielerin